# El cuento de la criada
El cuento de la criada (titulado en inglés The Handmaid's Tale), publicada en 1985, es una novela distópica y una de las obras más importantes de la escritora y activista política canadiense Margaret Atwood. En ella se destaca la crítica social y el trato a la mujer, temas frecuentes en sus obras. 
En septiembre de 2019, Atwood anunció la publicación de la segunda parte de la novela, titulada Los testamentos, la cual narra la historia de tres mujeres y cuenta cómo se encuentra el país Gilead, quince años después de la acción de El cuento de la criada.

## Estructura de la obra
Atwood emplea la técnica de los recuerdos para hacer un juego con dos historias distintas aunque con un mismo personaje, Defred (Offred en inglés). La obra juega desde el principio con el pasado y el presente de la protagonista, aunque el pasado del personaje se da a conocer a través de las reflexiones que puede realizar Defred.
La obra, se puede clasificar como una distopía, aunque también como una manera de mostrar el papel de hecho en muchas sociedades pasadas y actuales. Hace énfasis en la teología y el Antiguo Testamento, desenvolviéndose en las formas de gobierno y las consecuencias de implementar estos mecanismos rigurosos en la sociedad actual. Refleja la situación de las mujeres, las cuales juegan un papel fundamental en la novela. En palabras de su autora, se trata de «un relato imaginario de lo que sucede cuando ciertos no infrecuentes pronunciamientos sobre las mujeres se llevan a sus conclusiones lógicas».

## Argumento
Tras realizar un golpe militar asesinando al presidente y atribuyendo dichos ataques al terrorismo islámico, unos políticos teócratas llegan al poder de Estados Unidos, que pasa a denominarse República de Gilead (proveniente de Galaad, para referirse a la organización política de la obra). Con la excusa de la defensa contra la violencia, aumentan el autoritarismo, disminuyendo las libertades y derechos sociales. Esa nueva demarcación geográfica y esa ideología se podría asociar con los aceleracionistas de corte neonazi. Suprimen la libertad de prensa y los derechos de las mujeres, quienes se dividen en castas. En la trama se promueve el miedo y la sospecha entre ellas. La «criada» es una mujer que se considera un objeto, cuyo valor está en sus ovarios, siendo un receptáculo necesario para alcanzar el nivel de nuevos nacimientos deseado en Gilead, velando por  mantener el modelo de sociedad impuesto.
En esta sociedad, Defred es una mujer que pierde su dinero, su empleo y su nombre. Al ser tomada como esclava, es asignada como la «criada» del hombre, denominado «comandante» (o dirigente del hogar). Desde entonces, le está prohibido tener factores sociales, como:
- Propiedades.
- Autonomía económica.
- Independencia.
- Salir del hogar al que fue asignada (a menos que sea para comprar suministros u obedecer mandatos).
- Hablar, leer o poseer algún tipo de comunicación que no sea con sus propietarios.
- Actividades intelectuales.
- Autonomía personal, incluyendo su alimentación, sexualidad y poder de decisión.

El nombre de criada de la protagonista, Offred, es un compuesto que indica de quién es propiedad: Of-Fred  («de Fred», Fred es el nombre propio del comandante que la posee). Cabe resaltar que, pese a que el comandante cambie a su criada, esta seguirá llamándose del mismo modo. Así ocurre con su compañera de compras, que recibe el nombre de Ofglen, «de Glen», y las demás criadas. Offred, como todas las criadas, también está obligada a mantener relaciones sexuales con su comandante, y la esposa de este debe sujetarla. Este ritual (conocido por ser una violación) recibe el nombre de «La Ceremonia», en esencia a lo plasmado en el capítulo 30 del Libro del Génesis, donde se hace referencia a Raquel, Bilhá y Jacob. Otros rituales incluyen el asesinato de criadas que no consiguen concebir antes de seis años, o de cualquier mujer, cocinera y limpiadora (una Marta - Martha), vientre gestante («criada»), adiestradora de gestadoras subrogadas («tía») o cuidadora de hijos («esposa»), que no cumpla con las estrictas normas sociales. Los hombres pobres pueden poseer a una mujer como esposa, mientras que los más poderosos tienen limpiadora, cocinera, vientre gestante y esposa cuidadora del marido, además de los hijos que él conciba con la gestante.
Los rituales son medidas tomadas por una asociación de comandantes, quienes dirigen a Gilead en un sistema totalitario y centralista. Estos fueron promovidos para "reformar y reestructurar» a la población que muestre actos de contrariedad al sistema político teocrático y policial impuesto. 
La historia de Defred se desenvuelve alrededor de sus memorias, tornando entre los hechos ocurridos desde su captura, hasta su presente en la temática. Entre ellos están los recuerdos donde intentó cruzar la frontera hacia Canadá para escapar de todo lo que estaba sucediendo en Gilead; a personas, como su antigua amiga Moira; a la hija que tuvo, o a su marido Luke. 
En un momento dado, Defred consigue establecer una relación "amistosa" con su comandante; aunque ella le odia, él se permite caprichos especiales con ella, algunos vejatorios y otros que él considera privilegios, como dejarle leer (prohibido en Gilead) o jugar con él palabras cruzadas.

## Adaptaciones
La película de El cuento de la criada (1990) también llamada La historia de la doncella o El precio de la fertilidad, se basó en un guion de Harold Pinter y la dirigió Volker Schlöndorff. Fue protagonizada por Natasha Richardson como Offred, Faye Dunaway como Serena Joy y Robert Duvall como el comandante (Fred).
En el 2000, John Dryden produjo una adaptación teatralizada de la novela para la BBC Radio 4. También se hizo una adaptación operística por Poul Ruders, que fue estrenada en Copenhague el 6 de marzo de 2000 y fue presentada por la English National Opera, en Londres 2003. También fue la producción de la temporada 2004-2005 de la Canadian Opera Company. 
Brendon Burns realizó una adaptación teatral de la novela para el Teatro Haymarket, Basingstoke, Inglaterra, la cual recorrió el Reino Unido en 2002. 
Hulu ha producido una serie de televisión de seis (6) temporadas, protagonizada por Elisabeth Moss como OfFred. Los primeros tres episodios se estrenaron el 26 de abril de 2017, los posteriores se emitieron semanalmente. Margaret Atwood trabajó en la serie como consulting producer. La serie obtuvo cinco galardones en los premios Emmy 2017, de un total de siete nominaciones. En 2018, la serie recibió un Emmy de un total de once nominaciones.

## Premios
| Predecesor                               | Premios de El cuento de la criada                            | Sucesor                                      |
| ---------------------------------------- | ------------------------------------------------------------ | -------------------------------------------- |
| El ingeniero de almas de Josef Škvorecký | Governor General's Award for English-language fiction (1985) | El amor de una mujer generosa de Alice Munro |
| -                                        | Premio Arthur C. Clarke (1987)                               | Las torres del olvido de George Turner       |

## Citas
- "Pensar puede perjudicar tus posibilidades, y yo tengo intención de resistir». Cap. 2
- "Recato e invisibilidad son sinónimos». Cap. 5
- "Pero es falso, nadie muere por falta de sexo. Es por falta de amor por lo que morimos». Cap. 18
- "¿Pero quién puede recordar el dolor, una vez que este ha desaparecido? Todo lo que queda de él es una sombra, ni siquiera en la mente ni en la carne. El dolor deja una marca demasiado profunda como para que se vea, una marca que queda fuera del alcance de la vista y de la mente». Cap. 21
- «Qué fácil resulta inventar la humanidad de cualquiera». Cap. 24
- "No dejes que los bastardos te carbonicen». Cap. 29
- "Mejor nunca significa mejor para todos, comenta. Para algunos siempre es peor». Cap. 32
- «Ningún sistema nuevo puede imponerse al anterior si no incorpora muchos de los elementos de este». Pieixoto.
- «Como todos los historiadores sabemos, el pasado es una gran tiniebla llena resonancias». Pieixoto.